# 曹巍
曹巍，中华人民共和国政治人物、全国脱贫攻坚先进个人。

## 生平
曹巍任岫岩满族自治县洋河镇原党委书记，岫岩满族自治县市场监督管理局党组书记、局长兼岫岩满族自治县知识产权局局长。因在脱贫攻坚战中作出突出贡献，2021年2月25日全国脱贫攻坚总结表彰大会上，曹巍被授予“全国脱贫攻坚先进个人”。